# CIEP 449 Leonel de Moura Brizola
O Centro Integrado de Educação Pública (CIEP) 449 Governador Leonel Moura Brizola – Intercultural Brasil-França é uma instituição pública brasileira para estudantes do ensino médio. Ele está localizado no bairro de Charitas, em Niterói e recebe o nome do ex-governador do Estado do Rio de Janeiro nos períodos de 1983-1987 e 1991-1994, Leonel de Moura Brizola.
Várias linhas de ônibus levam à instituição (incluindo linhas urbanas 17 e 33), que está localizada em frente à estação "CCR Barcas" de Charitas.

## Escola pública brasileira bilíngue de Francês-Português
Inaugurada em 29 de janeiro de 2014 pelo Governador do Estado do Rio de Janeiro: esta instituição da “Secretaria de Estado de Educação do Rio de Janeiro – SEEDUC” é a primeira escola pública bilíngue de Francês-Português certificada pela qualidade do seu ensino.
Como "escola dupla", oferece educação em tempo integral. Os horários das aulas vão das 7h às 17h, de segunda a sexta-feira, e oferece, além do programa escolar padrão, um sistema bilíngue: os alunos fazem 18 aulas de francês ou em francês por semana entre três disciplinas: francês, biologia em francês, projeto de vida e cultura.
No início do ano letivo de 2017, a escola contava com 37 professores e cerca de 270 alunos divididos em 9 classes, divididas em 3 níveis.
A matrícula na escola não está sujeita aos critérios de seleção baseados na língua francesa; na verdade, é aberta a qualquer tipo de público.

## A parceria com a França
Outra característica da escola CIEP 449 Leonel Moura Brizola reside em sua estreita colaboração com a França. Uma parceria com a Academia de Créteil garante a mobilidade de professores e estudantes, incluindo um professor de biologia francês à disposição no ensino médio em Niterói, enquanto um professor de Português brasileiro é enviado às instituições de Noisy-le-Grand.
Ainda existe uma segunda parceria com o Consulado Geral da França no Rio: apoio à formação de professores e as equipes do ensino médio Niterói; experiência educacional; conselhos sobre recursos; fornecimento de um tutor de língua estrangeira francesa.
O Lycée International de l´Est Parisien, em Noisy-le-Grand, é a escola irmã do CIEP.
Além disso, todos os alunos que estão prestes a concluir o ensino médio são encorajados a fazer o DELF (Diploma Elementar de língua francesa), em parceria com a Aliança Francesa de Niterói, de nível B1 para nível B2.
A instituição, também, recebeu em Dezembro de 2016, pelas mãos do Cônsul-Geral da França no Rio de Janeiro, o Selo FrancEducation, que premia a excelência em seu dispositivo bilíngüe Francês-Português.

## "O jornal da escola"
O CIEP 449 Leonel de Moura Brizola possui também um jornal que relata tanto os acontecimentos da vida cotidiana no estabelecimento quanto notícias nacionais e internacionais. Ele é disponibilizado em formato digital na plataforma Weebly "pensezplus" ou na página de facebook do jornal onde é divulgado cada novo artigo publicado. Atualmente (2020), o jornal foi encerrado sem prazo para retorno.